# Rhaconotus insularis
Rhaconotus insularis är en stekelart som beskrevs av Sergey A. Belokobylskij 1988. Rhaconotus insularis ingår i släktet Rhaconotus och familjen bracksteklar. Inga underarter finns listade i Catalogue of Life.